# Røjkær Sø
Røjkær Sø, Rørkær Sø (dansk) eller Roikier See (tysk) er en sø beliggende i Tremmerup Skov få kilometer syd for Flensborg Fjord. Administrativt hører søen under Lyksborg Kommune i den nordtyske delstat Slesvig-Holsten. I den danske periode lå søen i Munkbrarup Sogn (Munkbrarup Herred, Flensborg Amt). Søen er omgivet af Mejervig i vest, Rødehus i syd og Ulstrupmark i vest. Den er med et areal på cirka 3,6 ha en af flere mindre søer omkring Lyksborg by. Beliggende midt i et skovområde anses søen for Angels eneste skovsø. Søen danner nu udgangspunkt for et varierende dyreliv med en række ynglende vandfugle.
Søen opstod i 1200-tallet, da munkene fra det nærliggende Ryd Kloster omdannede en skovmose til en fiskdam. Formålet var, at få både ferskvand som drikkevand og fisk. Af betydning var især karpeavlen. Navnet Røjkær er første gang dokumenteret 1779. Forleddet er enten afledt af plantenavnet rør eller af roj / rød for rydning. Efterleddet henviser til et kæret. Navnet er blevet både anvendt for selve fiskedammen og vadområdet (kæret) i omegnen. På dansk findes både formen Røjkær og Rørkær.